# 2047
سنة 2047 م هي سنة بسيطة تبدأ يوم الثلاثاء حسب التقويم الغريغوري.

## أحداث يتوقع حدوثها في هذه السنة
- 12 يناير - وقوع خسوف كلي للقمر.